# Ezcaray
Ezcaray è un comune spagnolo di 1 912 abitanti situato nella comunità autonoma di La Rioja.